# Biblioteca Pública Gardiner
La biblioteca Pública Gardiner es la biblioteca pública de Gardiner, Maine y de las comunidades de los alrededores de Litchfield, Randolph, Pittston Gardiner y Occidente.
La biblioteca actual fue construida en 1881 y diseñada por el arquitecto Henry Richards. En 1930, la sección RP Hazzard se añadió para convertirse en la Sala Infantil, pero fue convertida posteriormente en una sala de lectura. En 1960, la sección J. Walter Robinson se añadió, y en 1977 el Moore Burress, una sala para la Infancia se creó en el segundo piso de la biblioteca, que originalmente había sido diseñada como una sala pública conocida como biblioteca Hall. Las renovaciones para los cuartos de los niños se terminaron en 2008.